# Sainte-Juliette
Sainte-Juliette település Franciaországban, Tarn-et-Garonne megyében. Lakosainak száma 126 fő (2022. január 1.). Sainte-Juliette Montlauzun, Bouloc-en-Quercy, Lauzerte, Tréjouls és Montcuq-en-Quercy-Blanc községekkel határos.

## Népesség
A település népessége az elmúlt években az alábbi módon változott:
| Lakosok száma | 142  | 141  | 140  | 132  | 128  | 126  | 125  | 122  | 126  |
|               | 2013 | 2015 | 2016 | 2017 | 2018 | 2019 | 2020 | 2021 | 2022 |